# Maira compta
Maira compta là một loài ruồi trong họ Asilidae. Maira compta được Walker miêu tả năm 1861. Loài này phân bố ở miền Ấn Độ - Mã Lai.